# Maçaneta

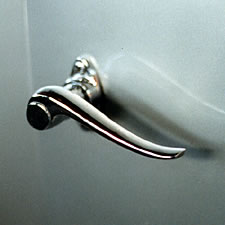
Maçaneta que precisa ser forçada para baixo para abrir.

As maçanetas são peças que servem para puxar, abrindo ou fechando, as portas e elementos arquitetônicos similares. Dentre os inúmeros modelos existentes, os mais comuns são as do tipo alavanca e/ou bola, ou seja, as que precisam ser puxadas para baixo ou giradas, respectivamente. Do ponto de vista físico, as maçanetas são posicionadas o mais distante possível do eixo de rotação, para que gerem um maior torque. Se estivessem a uma menor distância do eixo de rotação, as pessoas se esforçariam mais ao abrir e fechar as portas.
Um dos inventores das maçanetas modernas é atribuída ao afro-americano Osbourn Dorsey que teve sua patente US210764A aceita nos EUA no dia 10 de dezembro de 1878.